# Vinh Sơn đệ Phaolô

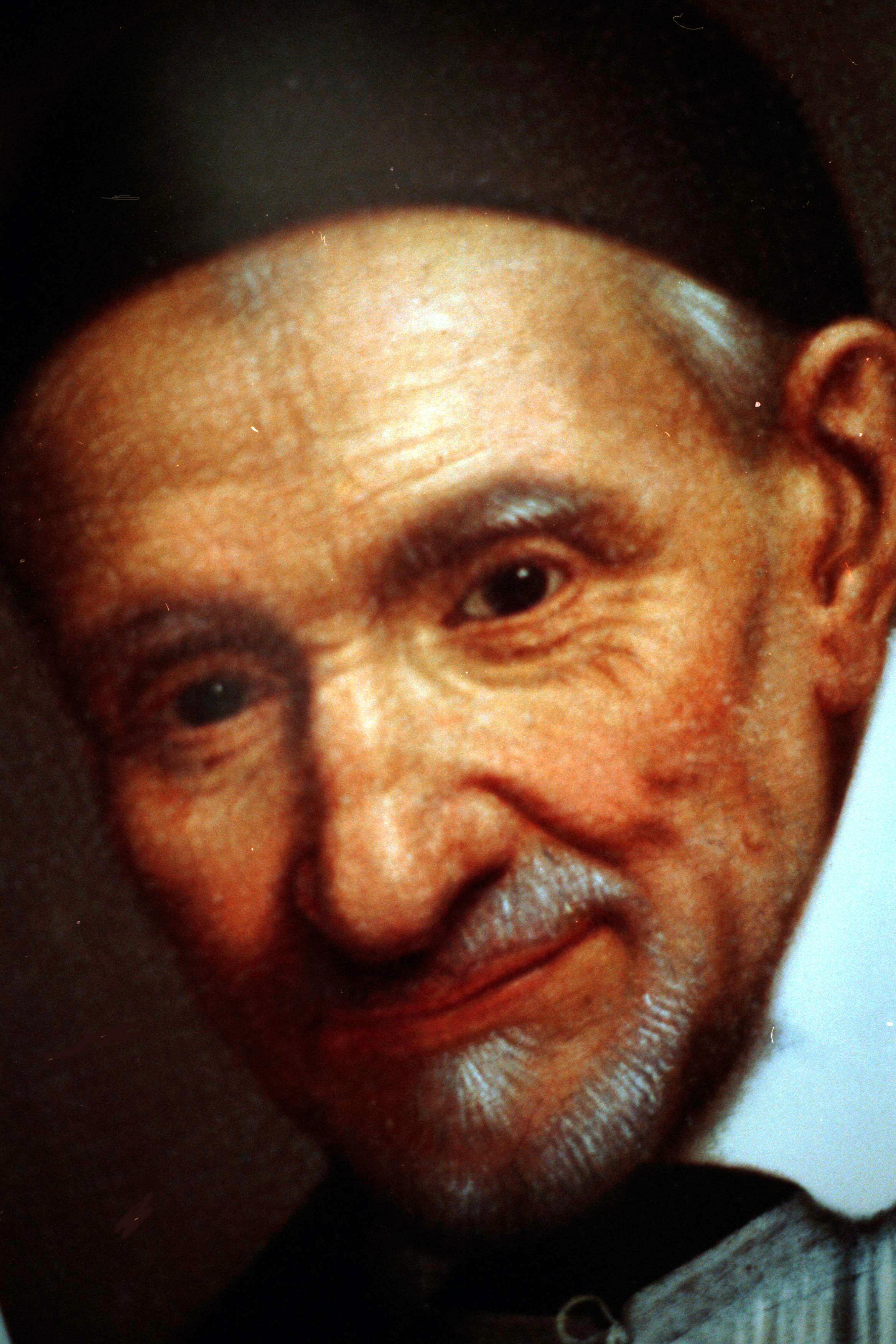
Họa ảnh Thánh Vinh Sơn Phaolô

Vinh Sơn đệ Phaolô  (tiếng Pháp: Vincent de Paul, sinh 24 tháng 4, 1581 – mất 27 tháng 9 năm 1660) là một vị thánh của Giáo hội Công giáo Rôma. Ông sinh tại Pouy, Landes, Gascony, nước Pháp trong một gia đình nông dân nghèo. Lễ kính của ông trước đây là ngày 19 tháng 7, hiện nay được cử hành vào ngày giỗ của ông 27 tháng 9.
Ông nghiên cứu môn nhân tính hóa tại Dax trong trường dòng Phan Sinh (Cordeliers) và nhận bằng tú tài thần học tại Toulouse. Vinh Sơn thụ phong linh mục năm 1600 và lưu trú tại Toulouse cho đến khi đi Marseille để nhận thừa kế. Trên đường về từ Marseille, tàu của ông bị cướp và bị bọn hải tặc người Thổ bắt đưa đi Tunis và bị bán làm nô lệ. Sau khi cảm hoá người chủ để trở thành một Kitô hữu, linh mục Vinh Sơn được trả tự do vào năm 1607.
Sau đó, ông quay trở lại Pháp và nhận nhiệm sở tại một giáo xứ gần Paris. Ông thành lập các tu dòng từ thiện như Tu hội Nữ tử Bác ái (Congregation of the Daughters of Charity), với sự cộng tác của bà Louise de Marillac, và Tu hội Truyền giáo (Congregation of Priests of the Mission, hay Lazarist).
Khi được vua Louis XIII bổ nhiệm làm Tổng Tuyên úy của những tù nhân khổ sai chèo thuyền chiến, ông có cơ hội để cải thiện đời sống tử tù của Pháp.
Vào năm 1705 tu viện trưởng Tu hội Truyền giáo Lazarists đề nghị tiến hành hồ sơ phong thánh (canonization) cho đấng sáng lập. Vào ngày 13 tháng 8 năm 1729, Vinh Sơn Phaolô đã được Giáo hoàng Biển Đức XIII phong Chân phước (beatification) và được Giáo hoàng Clêmentê XII tuyên phong Hiển thánh (canonized) vào ngày 16 tháng 6 năm 1737. Năm 1885, Giáo hoàng Lêô XIII tuyên bố thánh Vinh Sơn là thánh bổn mạng (quan thầy) của hội Nữ tu sĩ Bác ái (Sisters of Charity of the Blessed Virgin Mary). Thánh Vinh Sơn cũng là thánh bổn mạng của hội Nam tu sĩ Bác ái (Brothers of Charity).